# Дам Мари (Орн)
Дам Мари (фр. Dame-Marie) насеље је и општина у северној Француској у региону Доња Нормандија, у департману Орн која припада префектури Мортањ о Перш.
По подацима из 2011. године у општини је живело 173 становника, а густина насељености је износила 13,04 становника/km². Општина се простире на површини од 13,27 km². Налази се на средњој надморској висини од 150 метара (максималној 216 m, а минималној 121 m).

## Демографија
| 1962. | 1968. | 1975. | 1982. | 1990. | 1999. | 2011. |
| ----- | ----- | ----- | ----- | ----- | ----- | ----- |
| 289   | 253   | 186   | 181   | 156   | 177   | 173   |

График промене броја становника у току последњих година